# 漂白 (專輯)
《漂白》（英語：Bleach）是美國搖滾樂團超脫樂團的首張錄音室專輯，於1989年6月15日透過Sub Pop發行。繼1988年11月發行首張單曲〈Love Buzz〉後，樂團花了二到三週時間聚首排練，以為專輯後續的正式錄音做準備。《漂白》的錄製工作於1988年12月開始，次年1月落幕，地點在華盛頓州西雅圖互惠錄音工作室。這是樂團唯一一張在Sub Pop旗下發行的專輯，也是他們唯一找來查德·錢寧擔任鼓手的一次。
《漂白》起初在商業上表現一般，不在各大唱片排行榜上見蹤影，反而獲得樂評家的積極反響。在第二張專輯《從不介意》發行後，超脫樂團揚名立萬，格芬唱片遂在1992年將《漂白》再版並推向全球。改版專輯登上美國《告示牌》二百大專輯榜第89名、英國專輯榜第33名及澳大利亞專輯榜第34名。2009年，Sub Pop推出《漂白》二十週年紀念典藏版，其中額外收錄了樂團1990年在俄勒岡州波特蘭的現場實況錄音。
《漂白》在《從不介意》發行前在北美地區的銷量約為40,000份，而據2016年統計，作品在美國的銷量已達到190萬份，並且是美國唱片業協會認證之白金唱片。1994年4月，主唱科特·柯本與世長辭，專輯受此影響重獲關注，並在《告示牌》熱門流行專輯榜奪冠 。2019年4月，《漂白》在《滾石》雜誌評選之50張最偉大的油漬搖滾專輯中排名第13。

## 錄音與製作
繼1988年入盟音樂廠牌Sub Pop，並於同年11月發布首張單曲〈Love Buzz〉後，超脫樂團決定直往正規大碟邁進，而不是遵照當時廠牌的指示做張迷你專輯。為此，他們花了二到三週的時間進行事前排練。《漂白》大部分內容是在華盛頓州西雅圖的互惠錄音工作室灌錄，由當地製作人傑克·恩迪諾主理。
1988年12月24日，超脫樂團正式開始新專輯的錄製工作，一連五小時。樂團接著於12月29至31日，及隔年1月14日和24日再度聚首一堂。不過，其中有三首歌曲早在同年1月就在互惠錄音錄製完成，分別為〈Floyd the Barber〉、〈Paper Cuts〉和〈Downer〉，鼓手由Melvins樂團的戴爾·克羅弗擔綱。在新鼓手查德·錢寧入夥後，樂團意欲將上述歌曲全都翻新重錄，但效果總不合他們的意。最終，樂團將克羅弗的鼓擊聲也一併混進了專輯中。對於在此時期錄製卻未收入專輯的歌曲〈Big Long Now〉，恩迪諾指主唱科特·柯本「認為裡面的東西已經夠緩慢沉重了，他不想要那首歌出來」通過後期的剪輯和微調，專輯逐漸臻於完善，然而Sub Pop負責人布魯斯·帕維特表示樂曲的次序還須再重新調整一番。其後因為廠牌方面臨財務上的困難，《漂白》的上市日程又被迫延宕數月。
恩迪諾向樂團索要606.17美元，作為30小時的錄音費。眼見樂團手頭拮据，詹森·艾弗曼直接幫樂團墊付了這筆錢。當戴爾·克羅弗還在團內時，他便對樂團的Demo有深刻印象。隨後，艾弗曼受邀以第二吉他手的身分加入樂團，大名更被印在《漂白》封套上，封面上也出現他手持吉他的身影，惟他本人始終沒有參與此專輯的製作。談到這件事，貝斯手克里斯特·諾弗賽立克解釋道：「我們只是想讓他在樂團中有賓至如歸的感覺罷了。」

## 詞曲
據主唱科特·柯本表示，《漂白》旨在迎合Sub Pop對外所標榜的油漬搖滾（Grunge）路線。「就是有種來自Sub Pop及油漬搖滾場景要你演奏『搖滾音樂』的壓力」他怨嘆，表示作品不僅力求精簡，同時還帶了點史密斯飛船的風格；為了堅實樂迷基礎，他瞭解自己必須回應人們心中對於油漬搖滾的期待。為此，他儘量不在歌曲中施以過多文墨，也讓樂曲流行成分降低。克里斯特·諾弗賽立克2001年接受《滾石》採訪稱，樂團在巡演巴士上有捲錄音帶，一面收錄紐澤西搖滾樂團The Smithereens的專輯，一面收錄瑞士黑金屬樂團Celtic Frost的專輯，這樣的結合或許成為《漂白》的其一影響來源。這張專輯的歌曲「光怪陸離、幽閉恐懼、歌詞跳針，沒有現場演出的狂躁與情緒爆發感」，而柯本則形容它們的結構都是「一維的」，並稱他希望呈現出更「自信從容且溫文爾雅的一面」。
《漂白》深受20世紀80年代末、90年代初，由Melvins在西雅圖開創的泥沼金屬場景影響。作家吉莉安·G·加爾（Gillian G. Gaar）表示《漂白》「有泥沼金屬的精神，有些人甚至覺得它比泥沼金屬更髒更汙濁」，Sub Pop更將單曲〈Love Buzz/Big Cheese〉描述為「重流行泥沼」（heavy pop sludge）。
克里斯多福·桑德福德在他所著之科特·柯本同名傳記中如此為《漂白》中的歌曲作下註解：「〈Paper Cuts〉將民謠風的旋律和早期齐柏林飞船短歌的嚴肅韻味相融合；〈Mr. Moustache〉是超脫樂團向男性樂迷的介紹詞；〈Downer〉亦表現出該團體對聽眾同等且非同尋常的蔑視。」桑德福德認為，〈School〉雖然只有四行歌詞，但因為其副歌「撕心裂肺」而令人難忘。〈Scoff〉彷似是柯本對父母親的再見禮炮；〈Negative Creep〉則是柯本描寫他自己的曲子。在桑福德看來，〈About a Girl〉有著「悠揚的旋律和諷刺的副歌」。基思·卡梅倫（Keith Cameron）在《聲響》雜誌中描述該首歌「令人興奮至極，衝擊五臟六腑，音樂的本質即在於此；不過，也有種能明顯察覺得到的危險潛伏著，好像一切都會隨時變調。從第一個音符到最後一個音符結束，都讓人一刻不得安息」。查克·克里薩富利（Chuck Crisafulli）在著作《超脫樂團：每首歌背後的故事》（Nirvana: The Stories Behind Every Song）中稱〈About a Girl〉「在柯本的所有作品中脫穎而出，是一首前後經過敘述極立體、題材也極真實的歌曲」。
在其人生首次採訪中，柯本告訴《聲響》記者約翰·羅伯：「當我寫一首歌時，歌詞是最不重要的事情。我可以在一首歌中串起兩三個不同的主題，而標題也可能毫無意義。有時我會嘗試把事情複雜化，以求自己更生氣一點。我想我還會試點潛意識之類的東西，比如想像與其他人起紛爭。但是在《漂白》專輯中，大部分的歌詞都是在講我在亞伯丁的生活。」
1993年，柯本告訴《Spin》，在《漂白》中他「根本不在乎歌詞內容在講什麼」，並聲稱80%的歌詞是在錄音前一晚寫的。他也經常在開車前往錄音室的路上想著歌詞的用字。對此他解釋：「我就是超級不爽，不知該怎麼做呀，那就讓我們大聲地把負面歌詞喊出來吧，只要它們不存在性別歧視，和不要太尷尬就行了。這些歌詞對我來說什麼鬼都不是。」儘管如此，超脫樂團的傳記作家麥可·阿澤拉德指專輯中的許多歌曲都反映出柯本和他生活的方方面面，譬如〈Mr. Moustache〉的靈感來源於柯本對大男人主義的厭惡，〈School〉顯示出他對西雅圖音樂界及所屬廠牌Sub Pop的不滿。

## 發行與宣傳

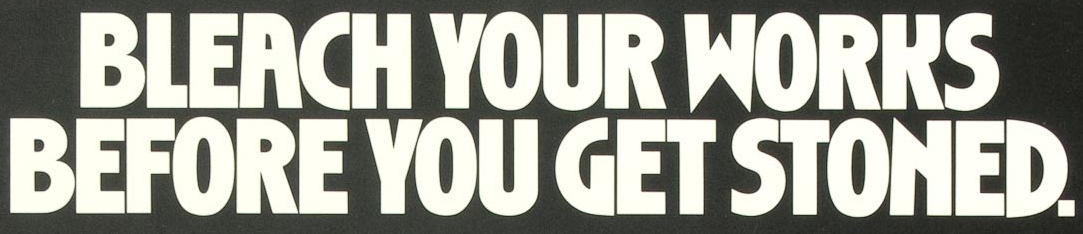
專輯標題參考自20世紀80年代公衛海報，該海報敦促海洛因成癮者使用漂白劑清潔用具，以減低愛滋病毒傳播的風險。

專輯封面是樂團在華盛頓州奧林匹亞一間叫Reko Muse的藝廊開音樂會，拍攝者是柯本時任女友特蕾西·馬蘭德（Tracy Marander）。1989年2月25日，樂團前往西岸各地巡迴演出，途經華盛頓大學。1989年10月23日，樂團與塔德樂團擔當雙主秀，在英國泰恩河畔纽卡斯尔表演空間「河濱」開唱，為他們首次歐洲巡演揭開序幕。同年12月3日，樂團在倫敦阿斯托里亞完成了一場「勝利的」演出。克里斯多福·桑德福德稱：「當時尚專家注意到柯本招牌的伐木工襯衫和土氣的五零年代幾何圖案運動衫時，他們見識到何謂是『低文化的瀟灑』，但他們忽略了一點：法蘭絨襯衫和毛衣一直是西北部海洋性氣候地區的日常衣著」。科本表示自己從沒打算掀起潮流，或者成為時尚範本。
專輯早期標題為「Too Many Humans」（意為：人類過多），後來被改為「漂白」）。這一名稱來自柯本與團員一次坐車穿過舊金山時，看到的一幅愛滋病預防宣導海報。該海報寫著斗大標語「漂白你的用具」，旨在敦促海洛因成癮者以漂白劑清潔所用的注射針具，以減低愛滋病毒傳播的風險。在澳大利亞，《漂白》的銷售業務由水岸唱片負責，但當時市面上不斷出現外形與發行介質各異的再版專輯，像是封面被上了色，或變成上色版的黑膠唱片，這樣的情況一直到1992年才有了改善。
由於在巡演過程中艾佛曼的不滿情緒逐漸外顯，超脫樂團取消了最後幾場表演，並驅車返回華盛頓。一路上沒人告訴艾佛曼他被解雇的消息，而艾佛曼後來表示退出是他自己的選擇。《漂白》的Sub Pop出版的其他作品，該者並沒有對宣傳下太多工夫，而廠牌這樣對專輯宣發工作的不重視令柯本十分沮喪，成為兩造日後解約的導火線。
因應超脫樂團第二張大碟《從不介意》大賣，Sub Pop於1992年4月推出《漂白》的重製版，發行介質包含密紋唱片、CD和卡式錄音帶三種，並由格芬唱片負責國際發行業務。CD版專輯以紙質折疊盒作為包裝，內附一本集合樂團1987年至1990年照片的小冊子。時逢專輯發行20週年，Sub Pop於2009年11月3日發行《漂白》的豪華紀念典藏版，全輯請來音訊工程師喬治·馬里諾（George Marino）對原始磁帶做重新灌錄處理，其中額外收錄樂團1990年在俄勒岡州波特蘭松樹街劇院的現場實況錄音。

## 專業評價
| 評論得分              | 評論得分 |
| 來源                  | 評分     |
| --------------------- | -------- |
| AllMusic              | [ 3 ]    |
| 《And It Don't Stop》 | B+       |
| 《The A.V. Club》     | A−       |
| 《告示牌》            | [ 41 ]   |
| 《攪拌機》            | [ 42 ]   |
| 《Pitchfork》         | 8.5/10   |
| 《滾石》              | [ 44 ]   |
| 《新滾石專輯指南》    | [ 45 ]   |
| 《精選》              | 4/5      |
| 《Spin》              | 8/10     |

《漂白》起初在商業上表現一般，反而得到樂評界不錯的迴響。當時專輯「成為大學廣播電台和地下/DIY巡演的熱寵」，查爾斯·M·楊（Charles M. Young）在《新滾石專輯指南》中寫道。在《新音乐快递》中，艾德溫·龐西給與《漂白》8/10分的評價，他寫道：「這絕對是Sub Pop迄今為止所挖掘過最有料、最骨子壞去的新聲。其原始程度之高以致廠牌同輩Mudhoney彷彿是創世紀。超脫樂團拉高音量，滿嘴不屑地爬上音樂垃圾堆的頂端。」《旋律製造者》評論員Push則稱超脫樂團是「Sub Pop迄今為止唯一一組歌曲能匹Mudhoney的藝人」。音速青春主唱兼吉他手瑟斯頓·摩爾亦給予《漂白》高度評價，稱其「原始」，歌曲寫的「非常抓耳」，同時也很「朋克」。在1990年專輯《咕》進行母帶後期製作時，摩爾自承就是以《漂白》為製作範本，並期望做出聽起來差不多的作品。
回顧並評述這張專輯，AllMusic的史蒂芬·湯馬士·艾爾維恩指科特·柯本的作詩技法在《漂白》中得到充分展現，「尤其是在小調謠曲〈About a Girl〉和〈Blew〉的磅礡鼓擊當中」。他在結尾總結：出道作，樂團的功力尚未發揮完全。作家戴夫·湯普森在2000年表示：「（你不會）聽到歷史說這張專輯任何壞話」，但「如果是在火星上呆了好幾十年的人，42分鐘的咆哮與低保真音樂可能不會可能不會對你的生活造成太大改變」。羅伯特·克里斯特高2001年在《紐約客》雜誌刊文寫道：「現在我們已對科本卓絕的天賦知之甚稔，這可在1989年首張專輯《漂白》中清楚地聽到。柯本那大聲又滑稽的彈貝斯老兄克里斯特·諾弗賽立克為樂團的混亂反叛氣質增添了詼諧的色彩。」克里斯特高在後來的評論中稱，恩迪諾的製作取向對於油漬搖滾來說太「乾了」，很挑戰歌手喉嚨的極限，但仍認為《漂白》是張具有重要意義的專輯。About.com的安東尼·卡魯（Anthony Carew）稱《漂白》「定義了整個90年代」，並指出樂團後續雖推出口碑更好、影響力更大，且總體更加成功的專輯，但就價值輸出和意義性而言是不能比擬的。
在《從不介意》發行前，《漂白》在北美地區的銷量為40,000張，而在1992年再版推出後，專輯才登上各大唱片排行榜，包括美國《告示牌》二百大專輯榜（排名第89），英國專輯排行榜（排名第33），澳大利亚唱片业协会榜（排名第34），以及芬蘭排行榜（排名第22）。1994年4月主唱科特·柯本之死引發巨大關注，樂團歷年專輯受此影響迎來一波搶購潮，其中《漂白》在柯本離世後一週後打入《告示牌》熱門流行專輯榜，排行第六，並在5月7日奪得桂冠。2009年發行的20週年紀念典藏版也在同份榜單取得第七名的位置。《漂白》於1995年2月獲得美國唱片業協會（RIAA）審查頒發的白金唱片認證，表示售出1,000,000張。根據2016年9月尼爾森音樂統計，專輯已在美國本土售出約190萬張。專輯還獲得加拿大唱片業協會金唱片認證。這是Sub Pop迄今推出過銷量最好的專輯。

## 曲目
| 曲序     | 曲目                             | 词曲         | 时长  |
| -------- | -------------------------------- | ------------ | ----- |
| 1.       | Blew                             |              | 2:55  |
| 2.       | Floyd the Barber                 |              | 2:18  |
| 3.       | About a Girl                     |              | 2:48  |
| 4.       | School                           |              | 2:42  |
| 5.       | Love Buzz（翻唱自Shocking Blue） | 羅比·范·勒文 | 3:35  |
| 6.       | Paper Cuts                       |              | 4:06  |
| 7.       | Negative Creep                   |              | 2:56  |
| 8.       | Scoff                            |              | 4:10  |
| 9.       | Swap Meet                        |              | 3:03  |
| 10.      | Mr. Moustache                    |              | 3:24  |
| 11.      | Sifting                          |              | 5:24  |
| 总时长： | 总时长：                         | 总时长：     | 37:21 |

| 再版通常附贈曲目 | 再版通常附贈曲目 | 再版通常附贈曲目 |
| 曲序             | 曲目             | 时长             |
| ---------------- | ---------------- | ---------------- |
| 12.              | Big Cheese       | 3:42             |
| 13.              | Downer           | 1:44             |
| 总时长：         | 总时长：         | 42:45            |

| 20週年附贈曲目（1990年2月9日於松樹街劇院的現場演出 – 俄勒岡州波特蘭） | 20週年附贈曲目（1990年2月9日於松樹街劇院的現場演出 – 俄勒岡州波特蘭） | 20週年附贈曲目（1990年2月9日於松樹街劇院的現場演出 – 俄勒岡州波特蘭） | 20週年附贈曲目（1990年2月9日於松樹街劇院的現場演出 – 俄勒岡州波特蘭） |
| 曲序                                                                  | 曲目                                                                  | 词曲                                                                  | 时长                                                                  |
| --------------------------------------------------------------------- | --------------------------------------------------------------------- | --------------------------------------------------------------------- | --------------------------------------------------------------------- |
| 14.                                                                   | Intro                                                                 |                                                                       | 0:53                                                                  |
| 15.                                                                   | School                                                                |                                                                       | 2:36                                                                  |
| 16.                                                                   | Floyd the Barber                                                      |                                                                       | 2:17                                                                  |
| 17.                                                                   | Dive                                                                  | 柯本、諾弗賽立克                                                      | 3:42                                                                  |
| 18.                                                                   | Love Buzz（翻唱自Shocking Blue）                                      | 范·勒文                                                               | 2:58                                                                  |
| 19.                                                                   | Spank Thru                                                            |                                                                       | 2:59                                                                  |
| 20.                                                                   | Molly's Lips（翻唱自The Vaselines）                                   | 尤金·凱利、法蘭西斯·麥基                                              | 2:16                                                                  |
| 21.                                                                   | Sappy                                                                 |                                                                       | 3:19                                                                  |
| 22.                                                                   | Scoff                                                                 |                                                                       | 3:53                                                                  |
| 23.                                                                   | About a Girl                                                          |                                                                       | 2:28                                                                  |
| 24.                                                                   | Been a Son                                                            |                                                                       | 2:01                                                                  |
| 25.                                                                   | Blew                                                                  |                                                                       | 4:32                                                                  |
| 总时长：                                                              | 总时长：                                                              | 总时长：                                                              | 33:45                                                                 |

註
- 1989年在英國發行時，〈Love Buzz〉被替換為〈Big Cheese〉，[66]但在1992年英國的CD再版中有收錄。
- 〈Big Cheese〉最初是〈Love Buzz〉的B面。
- 〈Downer〉收錄於1990年CD中，但沒收錄在1990年卡帶中。而在1992年CD和1992年卡帶中均有收錄。
- 20週年附贈現場曲目〈Spank Thru〉最初做為〈Sliver〉CD單曲的B面於1991年發行[67]。
- 20週年附贈現場曲目〈Molly's Lips〉最初做為〈Sliver〉CD單曲的B面於1991年發行[67]。
- 20週年附贈現場曲目〈About a Girl〉最初做為〈Sliver〉CD單曲和12英吋黑膠唱片的B面於1991年發行[67]。

## 參與名單
| 超脫樂團 - 科特·柯本 （記為「Kurdt Kobain」） – 人聲、吉他 - 克里斯特·諾弗賽立克 （記為「Chris Novoselic」） – 貝斯 - 查德·錢寧 – 爵士鼓、鈴鼓（在〈About a Girl〉） - 詹森·艾弗曼 – 吉他（僅為掛名，其實際沒有演奏吉他） | 其他人員 - 戴爾·克羅弗 – 在〈Floyd the Barber〉、〈Paper Cut〉、〈Downer〉打鼓，並在〈Downer〉中和聲 - 傑克·恩迪諾 – 製作人 - 蕾西·馬蘭德（Tracy Marander） – 攝影 - 查爾斯·彼得森 – 攝影 - Lisa Orth – 設計 - Jane Higgins – 執行 |

## 榜單表現

### 1989年原版
| 排行榜（1989年）                     | 最高 位置 |
| ------------------------------------ | --------- |
| 英國（MRIB獨立專輯榜）               | 8         |
| 英國（《新音樂快遞》獨立專輯榜）     | 13        |
| 美國（CMJ進步零售榜）                | 37        |
| 美國（CMJ大學廣播電台榜）            | 22        |
| 排行榜（1991年）                     | 最高 位置 |
| 英國（《新音樂快遞》獨立專輯榜）     | 2         |
| 排行榜（1992年）                     | 最高 位置 |
| 澳大利亚（澳大利亚唱片业协会另類榜） | 2         |

### 1992年再版
| 排行榜（1992年）                          | 最高 位置 |
| ----------------------------------------- | --------- |
| 澳大利亞（ARIA專輯榜）                    | 34        |
| 奧地利（奧地利Ö3專輯榜）                  | 26        |
| 比利時瓦隆（Ultratop專輯榜）              | 23        |
| 布宜諾斯艾利斯（UPI布宜諾斯艾利斯專輯榜） | 8         |
| 歐洲（《音樂＆媒體》歐洲百強專輯榜）      | 49        |
| 芬蘭（芬兰官方榜单專輯榜）                | 22        |
| 德國（Offizielle Top 100專輯榜）          | 24        |
| 日本（Oricon暢銷專輯榜）                  | 46        |
| 紐西蘭（RMNZ專輯榜）                      | 30        |
| 英國（OCC專輯榜）                         | 33        |
| 英國（《音樂週刊》獨立專輯榜）            | 5         |
| 美国（《告示牌》200）                     | 89        |
| 排行榜（1994年）                          | 最高 位置 |
| 美國（《告示牌》Top Catalog Albums）      | 1         |

### 20週年紀念典藏版
| 排行榜（2009年）                     | 最高 位置 |
| ------------------------------------ | --------- |
| 比利時法蘭德斯（Ultratop專輯榜）     | 100       |
| 英國（OCC專輯榜）                    | 127       |
| 美國（《告示牌》Top Catalog Albums） | 7         |
| 排行榜（2021年）                     | 最高 位置 |
| 比利時法蘭德斯（Ultratop專輯榜）     | 25        |

## 銷量認證
| 國家或地區                                | 認證  | 認證單位/銷量 |
| ----------------------------------------- | ----- | ------------- |
| 澳大利亞（澳大利亚唱片业协会）            | 白金  | 70,000^       |
| 加拿大（加拿大唱片業協會）                | 金    | 50,000^       |
| 法國（法國唱片出版業公會）                | 2× 金 | 200,000*      |
| 波蘭（波蘭音像製造商協會）                | 金    | 50,000*       |
| 英國（英国唱片业协会）                    | 白金  | 300,000^      |
| 美國（美國唱片業協會）                    | 白金  | 1,900,000     |
| - *僅含認證的實際銷量 - ^僅含認證的出貨量 |       |               |

## 發行歷史
| 年份 | 發行介質       | 唱片廠牌     | 流水號     | 參註  |
| ---- | -------------- | ------------ | ---------- | ----- |
| 1989 | 密紋唱片（LP） | Sub Pop唱片  | SP34       | [ 3 ] |
| 1989 | 卡式錄音帶     | Sub Pop唱片  | SP34a      | [ 3 ] |
| 1989 | Compact disc   | Sub Pop唱片  | SP34b      | [ 3 ] |
| 1992 | CD             | 格芬唱片     | 24433      | [ 3 ] |
| 1995 | CD             | 格芬唱片     | 1929       | [ 3 ] |
| 2005 | LP             | 幻影唱片     | TUPLP6     | [ 3 ] |
| 2005 | CD             | 華納音樂集團 | 9878700342 | [ 3 ] |
| 2008 | LP             | 華納音樂集團 | 7840034    | [ 3 ] |
| 2009 | LP             | Sub Pop唱片  | 70834      | [ 3 ] |
| 2009 | CD             | Sub Pop唱片  | 70834      | [ 3 ] |
| 2009 | 犀牛娛樂       | 5186561462   |            | [ 3 ] |

## 註解
1. ↑  原文：（...）and he didn't want that song to go out
2. ↑  原文：[has] its share – some would say more than its share – of dirty sludge
3. ↑  原文：didn't give a flying fuck what the lyrics were about

## 資料來源
1. ↑  統合自以下來源：[6][7][8][9]

1. ↑  Borzillo-Vrenna, Carrie.  1st. Barnes & Noble. 2003: 38. ISBN 0-7607-4893-4.
2. ↑  Borzillo-Vrenna, Carrie.  1st. Barnes & Noble. 2003: 29. ISBN 0-7607-4893-4.
3. 1 2 3 4  Erlewine, Stephen Thomas. . AllMusic.   [2010-07-04]. （原始内容存档于2021-11-13）.
4. ↑  Gaar, Gillian G. . . Rough Guides. 2009: 141. ISBN 978-1858289458.
5. 1 2  Azerrad, Michael. . Crown. 2013: 85. ISBN 9780307833730. Kindle edition
6. ↑  McGee, Alan. . The Guardian. 2009-09-21  [2021-04-19]. （原始内容存档于2021-11-13）.
7. ↑  Shapiro, Peter. . Uncut. 2009-11-09  [2021-04-19]. （原始内容存档于2017-12-22）.
8. ↑  Gardner, Noel. . The Quietus. 2010-01-04  [2021-04-19].
9. ↑  . Creative Loafing.   [2021-10-22]. （原始内容存档于2021-10-26）.
10. ↑  Ramirez, AJ. . PopMatters. 2009-11-04  [2019-12-05]. （原始内容存档于2021-11-13）.
11. ↑  . 2007-11-14  [2020-12-16]. （原始内容存档于2015-04-06） –StereoGum.
12. 1 2 3  Trust, Gary. . Billboard. 2016-09-18  [2023-12-17]. （原始内容存档于2016-09-19） （美国英语）.
13. 1 2  . Billboard.   [2010-08-24]. （原始内容存档于2014-06-28）.
14. ↑  . Rolling Stone. 2019-04-01  [2023-12-20]. （原始内容存档于2019-04-03）.
15. ↑  Azerrad, 1994. p. 85–89
16. ↑  Azerrad, 1994. p. 90
17. 1 2  Gaar, Gillian G. "Verse Chorus Verse: The Recording History of Nirvana". Goldmine. February 14, 1997
18. 1 2 3 4 5  Azerrad, 1994. p. 91
19. 1 2  Azerrad, 1994. p. 92
20. ↑  Azerrad, 1994. p. 102
21. ↑  Fricke, David. "Krist Novoselic". Rolling Stone. September 13, 2001
22. 1 2  Sandford, 2004. p. 112
23. ↑  Sandford, 2004. pp. 116–118
24. ↑  Sandford, 2004. p. 135
25. ↑  Crisafulli, Chuck. Nirvana: The Stories Behind Every Song. Da Capo Press, 2006. ISBN 1-56025-947-7, p. 28–36
26. 1 2  Steinke, Darcey. "Smashing Their Heads on That Punk Rock". Spin. October 1993.
27. ↑  Azerrad, 1994. p. 97
28. ↑  Azerrad, 1994. p. 99
29. ↑  Azerrad, 1994. p. 100
30. ↑  True, 2007. p. 125–6
31. ↑  Sandford, 2004. pp. 378–379
32. ↑  Cross, p. 105
33. ↑  Berkenstadt, Cross, 2003. p. 147
34. ↑  Azerrad, 1994. p. 115–20
35. ↑  Azerrad, 1994. p. 134
36. ↑  Berkenstadt, Cross, 2003. p. 148
37. ↑  Azerrad, 1994. p. 95
38. ↑  Breihan, Tom. . Rolling Stone. 2009-08-17  [2012-06-14]. （原始内容存档于2017-09-08）.
39. 1 2  Christgau, Robert. . And It Don't Stop. 2021-07-14  [2022-08-15]. （原始内容存档于2023-11-30）.
40. ↑  Modell, Josh. . The A.V. Club. 2009-11-03  [2022-04-26]. （原始内容存档于2023-09-07）.
41. ↑  Peters, Mitchell. . Billboard. 2009-11-20  [2017-08-07]. （原始内容存档于2023-11-11）.
42. ↑  Wolk, Douglas. . Blender. Vol. 7 no. 3. April 2008: 89  [2022-08-15]. （原始内容存档于2010-07-19）.
43. ↑  Berman, Stuart. . Pitchfork. 2009-11-11  [2017-08-07]. （原始内容存档于2021-11-13）.
44. ↑  Hermes, Will. . Rolling Stone. 2009-11-02  [2017-08-07]. （原始内容存档于2022-04-26）.
45. 1 2  Young, Charles M. . Brackett, Nathan; Hoard, Christian  (编).  4th. Simon & Schuster. 2004: 588–589. ISBN 0-743-20169-8.
46. ↑  Perry, Andrew. . Select. No. 22. April 1992: 84.
47. ↑  Hultkrans, Andrew. . Spin. Vol. 25 no. 11. November 2009: 82  [2022-04-26].
48. ↑  Henderson, Lol; Stacey, Lee. . Routledge Books. 2014: 263. ISBN 978-1-135-92946-6.
49. ↑  Pouncey, Edwin. . NME. 1989-07-08: 32  [2010-07-06]. （原始内容存档于2009-04-16）.
50. ↑  Push. . Melody Maker. 1989-08-19: 35.
51. ↑  Goldberg, Danny. . 2019.
52. ↑  Thompson, Dave. . Miller Freeman Books. 2000: 523. ISBN 9780879306076.
53. ↑  Christgau, Robert. . The New Yorker. August 20–27, 2001  [2022-04-26]. （原始内容存档于2023-12-09）.
54. ↑  Carew, Anthony. . About.com.   [2010-07-18]. （原始内容存档于2011-07-16）.
55. ↑  . Sub Pop. 2009-08-14  [2010-08-24]. （原始内容存档于2011-06-06）.
56. ↑  . Billboard.   [2009-11-10]. （原始内容存档于2017-07-19）.
57. ↑  Roberts, David, ed. (2006). British Hit Singles & Albums. number 19 edition. HIT Entertainment. ISBN 1-904994-10-5.
58. ↑  Kent, David (1993). Australian Chart Book 1970–1992 and 1993–2005. St Ives, N.S.W. ISBN 0-646-11917-6.
59. 1 2  Pennanen, Timo (2003). Sisältää hitin: levyt ja esittäjät Suomen musiikkilistoilla vuodesta 1972 （页面存档备份，存于）. Otava Publishing Company Ltd. ISBN 951-1-21053-X.
60. ↑  Rosen, Craig; Morris, Chris. . Billboard. 1994-04-23: 9.
61. ↑  . Billboard.   [2010-08-24]. （原始内容存档于2014-06-28）.
62. ↑  . Recording Industry Association of America.   [2017-06-27]. （原始内容存档于2023-12-09）.
63. 1 2  . Canadian Recording Industry Association. 1999-06-18  [2021-10-26]. （原始内容存档于2021-10-26） （英语）.
64. ↑   (PDF). Sub Pop Records. 2008  [2010-09-29]. （原始内容存档 (PDF)于2011-04-24）.
65. ↑   (album liner notes). Nirvana. Sub Pop. 1989.
66. ↑   (album). United Kingdom: Tupelo Recording Company. 1989. TUPLP6.
67. 1 2 3  Gaar, Gillian G. . Goldmine. 2020-03-31  [2020-04-01]. （原始内容存档于2020-04-02）.
68. 1 2  True, 2007. p. 124
69. ↑  Lazell, Barry. . Cherry Red Books. 1997  [2020-07-09]. ISBN 978-0-9517206-9-1. OCLC 38292499. （原始内容存档于2011-06-06）.
70. ↑  . NME. 1989-11-04: 56  [2022-06-15]. （原始内容存档于2023-11-21）.
71. ↑   (PDF). CMJ New Music Report (CMJ). 1989-10-06: 23  [2021-01-28]. （原始内容存档 (PDF)于2023-08-10）. Peak
72. ↑   (PDF). CMJ New Music Report (CMJ). 1989-10-06: 15  [2021-01-09]. （原始内容存档 (PDF)于2023-08-10）. Peak
73. ↑  . NME. 1991-12-21: 84  [2022-06-15]. （原始内容存档于2023-11-21）.
74. ↑  . ARIA Report. No. 105. 1992-01-26: 11  [2021-11-22]. （原始内容存档于2023-04-05）.
75. ↑  "Nirvana – Bleach". Australiancharts.com. Hung Medien.
76. ↑  "Nirvana - Bleach" (in German). Austriancharts.at. Hung Medien.
77. ↑  "Nirvana – Bleach" (in French). Ultratop.be. Hung Medien.
78. ↑  . El Siglo de Torreón. UPI. 1992-11-01: 68  [2023-04-14]. （原始内容存档于2023-04-14）.
79. ↑   (PDF). Music & Media. 1992-03-28: 48  [2018-07-28].
80. ↑  "Offiziellecharts.de – Nirvana – Bleach" (in German). GfK Entertainment Charts.
81. ↑  Album Chart-Book Complete Edition 1970–2005. Orikonmāketingupuromōshon (2006). ISBN 4-87131-077-9.
82. ↑  "Charts.nz – Nirvana – Bleach". Hung Medien.  Retrieved 2016-05-08.
83. ↑  "Nirvana | Artist | Official Charts". Official Charts Company.
84. ↑   (PDF). Music Week. CIN and Gallup. 1992-09-19: 18  [2021-05-30]. （原始内容存档 (PDF)于2023-11-21）. 已忽略未知参数|rowheader= (帮助)
85. ↑  "Nirvana Chart History (Billboard 200)". Billboard.  Retrieved 2016-05-08.
86. 1 2  "Nirvana Chart History (Top Catalog Albums)". Billboard. 
 Retrieved 2016-05-09.
87. ↑  "Nirvana – Bleach" (in Dutch). Ultratop.be. Hung Medien.
88. ↑  Chart Log UK – 1994–2010 – Nadanuf – Michael Nyman. See: BLEACH – DELUXE EDITION – 2009 entry （页面存档备份，存于） http://www.zobbel.de （页面存档备份，存于）. Retrieved June 29, 2016.
89. ↑  "Nirvana – Bleach" (in Dutch). Ultratop.be. Hung Medien.
90. ↑   (PDF). Australian Recording Industry Association. 1996  [2021-07-15]. （原始内容存档 (PDF)于2021-07-15） （英语）.
91. ↑  . Syndicat National de l'Édition Phonographique.   [2021-07-11]. （原始内容存档于2021-07-11） （法语）.
92. ↑  . Polish Society of the Phonographic Industry.   [2018-07-16]. （原始内容存档于2018-07-16） （波兰语）.
93. ↑  . British Phonographic Industry. 2013-07-22  [2023-10-30]. （原始内容存档于2023-10-30） （英语）.
94. ↑  . Recording Industry Association of America. 1995-02-27  [2021-07-30]. （原始内容存档于2021-07-30） （英语）.